# ماتئو برونلی
ماتئو برونلی (انگلیسی: Matteo Brunelli؛ زادهٔ ۶ مهٔ ۱۹۹۴) بازیکن فوتبال است.
از باشگاه‌هایی که در آن بازی کرده‌است می‌توان به باشگاه فوتبال کیه‌وو ورونا و باشگاه فوتبال آ.ث. میلان اشاره کرد.